# Budapest Titans 2021
Questa voce raccoglie le informazioni riguardanti i Budapest Titans nelle competizioni ufficiali e amichevoli della stagione 2021.

## Amichevoli
| 6 aprile 2021 | Constanța Sharks | 28 – 28 referto | Budapest Titans |  |

## Divízió I 2021

### Stagione regolare
| 3 aprile 2021 1ª giornata | Budapest Titans | 19 – 6 | Szombathely Crushers |  |

| 25 aprile 2021 4ª giornata | DEAC Gladiators | 18 – 14 | Budapest Titans |  |

| 23 maggio 2021 7ª giornata | Budapest Titans | 14 – 35 | Budapest Cowbells 2 |  |

| 6 giugno 2021 9ª giornata | Eger Heroes | 28 – 34 | Budapest Titans |  |

| 20 giugno 2021 11ª giornata | VSD Rangers | 6 – 32 | Budapest Titans |  |

### Playoff
| 4 luglio 2021 Semifinale | Miskolc AFT | 42 – 2 | Budapest Titans |  |

## Statistiche di squadra
| Competizione      | %Vittorie | In casa | In casa | In casa | In casa | In casa | In casa | In trasferta | In trasferta | In trasferta | In trasferta | In trasferta | In trasferta | Totale | Totale | Totale | Totale | Totale | Totale |
| Competizione      | %Vittorie | G       | V       | N       | P       | Pf      | Ps      | G            | V            | N            | P            | Pf           | Ps           | G      | V      | N      | P      | Pf     | Ps     |
| ----------------- | --------- | ------- | ------- | ------- | ------- | ------- | ------- | ------------ | ------------ | ------------ | ------------ | ------------ | ------------ | ------ | ------ | ------ | ------ | ------ | ------ |
| Amichevoli        | .500      | 0       | 0       | 0       | 0       | 0       | 0       | 1            | 0            | 1            | 0            | 28           | 28           | 1      | 0      | 1      | 0      | 28     | 28     |
| Stagione regolare | .600      | 2       | 1       | 0       | 1       | 33      | 41      | 3            | 2            | 0            | 1            | 80           | 52           | 5      | 3      | 0      | 2      | 113    | 93     |
| Playoff           | .000      | 0       | 0       | 0       | 0       | 0       | 0       | 1            | 0            | 0            | 1            | 2            | 42           | 1      | 0      | 0      | 1      | 2      | 42     |
| Totale            | .500      | 2       | 1       | 0       | 1       | 33      | 41      | 5            | 2            | 1            | 2            | 110          | 122          | 7      | 3      | 1      | 3      | 143    | 163    |